# Панорама (информационно-исследовательский центр)
«Панорама» — российская общественная организация, существовавшая с 1991 года по 2015 год, и занимавшаяся исследованиями в области общественно-политических наук.
В 1989 году группа участников демократического движения начала издавать газету «Панорама: обзор проблем общественной жизни».  Она выходила с периодичностью 1-2 раза в месяц до начала 1991 года. Членом редколлегии газеты, а после ее официальной регистрации в 1990 году — одним из учредителей был Владимир Прибыловский. Соучредителем и главным редактором газеты был Александр Верховский. В 1991 году редакция газеты переквалифицировалась на выпуск справочных изданий о политике в постсоветских государствах, и эта новая форма деятельности была оформлена как Информационно-исследовательский центр. Его президентом стал Владимир Прибыловский.
«Панорама» выпустила около 200 книг. Первой из них была книга В. Прибыловского «Словарь новых политических партий и организаций России», изданная в 1991 году и выдержавшая 4 издания. Затем была создана гипертекстовая информационная система «Лабиринт» и база данных биографий общественных деятелей «Просопограф».
В декабре 2015 года Минюст РФ включил информационно-исследовательский центр «Панорама» в список «иностранных агентов».
Информационно-исследовательский центр «Панорама» прекратил существование в 2016 году, после смерти В. Прибыловского.